# Alejandro Agustín Lanusse

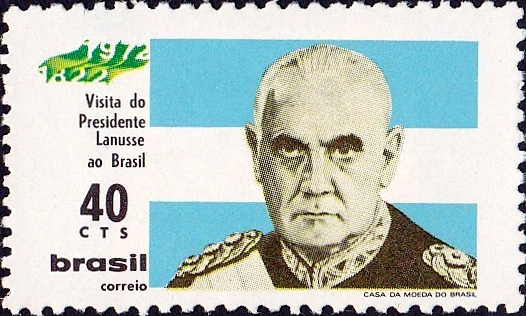
Selo brasileiro de 1972 em comemoração á visita de Lanusse quando este era presidente

Alejandro Agustín Lanusse Gelly (Buenos Aires, 28 de agosto 1918 — Buenos Aires, 26 de agosto 1996) foi um militar argentino que ocupou de facto a presidência do país entre 22 de março de 1971 e 25 de maio de 1973.

## Carreira militar
Lanusse se incorporou à Cavalaria do Exército Argentino em 1938, depois de haver cursado estudos num liceu militar. Fez parte do aristocrático Regimiento de Granaderos a Caballo, o qual comandou até ser condenado a prisão perpétua por sua participação no golpe de estado orquestrado por Benjamín Menéndez contra Juan Domingo Perón em 1951 depois da reeleição deste. Foi libertado em 1955, depois da derrubada de Perón pelo levante dirigido por José Domingo Molina Gómez.
No ano seguinte foi enviado como embaixador ao Vaticano, de onde regressou em 1960 ao ser nomeado subdiretor da Escuela Superior del Ejército (Escola Superior do Exército argentino). Decidido antiperonista, esteve implicado no levante de José María Guido contra Arturo Frondizi e o de Juan Carlos Onganía contra Arturo Umberto Illia. Em 1962 passou a comandar a primeira divisão encouraçada, e em 1968 foi nomeado comandante em chefe do exército.

## Acesso à Presidência

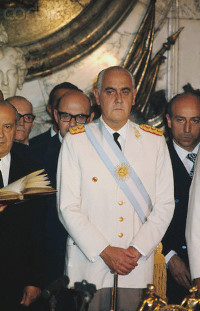
Alejandro durante o período da sua presidência em 1971

As divergências com a política participacionista de Onganía o levaram a exigir a renúncia deste e, após sua negativa, a derrubá-lo, substituindo-o na Presidência em 1971. Durante seu mandato mostrou traços de agudo pragmatismo, restabelecendo as relações diplomáticas com a China, repatriando o cadáver de Eva Perón e convidando Perón a regressar do exílio em 1972. Lanusse se comprometeu a convocar eleições em 1973 com a condição de que Perón não participasse nelas. A fórmula vitoriosa consagrou Héctor José Cámpora como presidente. Depois da posse deste, Lanusse se retirou da vida pública.

## Atividades públicas posteriores
Lanusse foi um crítico ativo da atuação das juntas militares durante o Proceso de Reorganización Nacional', e declarou isto nos julgamentos celebrados após o retorno da democracia em 1985. Antiperonista até o final da vida, foi preso em 1994 após criticar Carlos Menem em uma entrevista. Faleceu em 26 de agosto de 1996.